# Masacre de Porvenir
La masacre de Porvenir fue una masacre que aconteció el 11 de septiembre de 2008 en Bolivia, cerca de la población de Porvenir (cercana de la ciudad de Cobija, capital del departamento de Pando (Bolivia), durante el gobierno de Evo Morales. Tuvo como resultado la muerte de 13 campesinos y de dos funcionarios del departamento de Pando.
Investigaciones realizadas por equipos enviados por la UNASUR (Unión de Naciones Suramericanas), concluyó que en Porvenir hubo una «masacre planificada» y que los responsables debían ser llevados a juicio. Sin embargo, el organismo dijo que el trabajo no estaba completo, porque no se investigó a profundidad la muerte de los dos funcionarios prefecturales, Pedro Oshiro y Alfredo Céspedes.
«Hemos adoptado una actitud de imparcialidad, escuchamos todas las voces, las del sector cívico-prefectural opositoras al presidente Evo Morales, y a los sectores campesinos, que fueron las víctimas principales», y agregó «Cruzaron el río sin saber nadar, de modo que indudablemente está el peligro de que sean más los muertos, y además tenemos pruebas de que los heridos fueron agredidos en los hospitales, por eso seremos muy precisos al calificar estas graves situaciones», dijo el reporte de UNASUR.
Los hechos violentos de Porvenir tuvieron lugar una semana después de que 50 camiones, con cargamento de contrabando, pasaran por el Departamento de Pando y fueran acusados de pertenecer al ministro Juan Ramón Quintana. La Prefectura de Pando, afín a los departamentos del oriente boliviano que conforman la «Media Luna», bloque opositor que por entonces buscaba instalar la cuestión de las autonomías en la Asamblea Constituyente, con mayoría de miembros pertenecientes al MAS, de Evo Morales, que redactaba en Sucre la nueva Constitución. Los conflictos políticos en torno a la Asamblea Constituyente se desarrollaban con protestas constantes, que entorpecieron considerablemente el accionar de la gestión de Morales. Un vídeo del ministro Quintana, que en el trópico de Cochabamba se dirigió a las bases de Evo, citó un fragmento de un discurso en el cuál (refiriéndose al Prefecto Leopoldo Fernández) dijo: «¡Lo vamos a enterrar vivo!». Dias después ocurre el enfrentamiento en Porvenir. Posteriormente el ejército fué enviado para retomar el aeropuerto de Cobija, dejando como saldo dos muertos y varios heridos.
Desde el 16 de septiembre de 2008, el prefecto Leopoldo Fernández junto a varios de sus colaboradores se encuentran internados Cárcel de San Pedro en la ciudad de La Paz, mientras el caso se encuentra en proceso de investigación por parte de la Fiscalía debido a las muertes y supestas torturas a los campesinos.

## Antecedentes

### Referéndum revocatorio
Desde el triunfo del MAS y el acceso al Gobierno nacional de Evo Morales modificó de raíz las relaciones de fuerza entre sectores sociales, étnicos y territoriales. Frente a ello, los sectores no indígenas predominantes en los departamentos de la Media Luna (Pando, Beni, Santa Cruz y Tarija), adoptaron una estrategia autonomista, con el fin de descentralizar el poder nacional, que desde épocas republicanas habría tenido una repartición desigual de las regalías de acuerdo a la producción de cada departamento y reducir el poder del Gobierno nacional, controlado por el MAS. En ese camino, los departamentos opositores, decidieron dictar estatutos autonomistas, medida que previo al ascenso de Morales había estado en desarrollo, en un proceso conocido como referéndum autonómico.
La negativa de los departamentos opositores, mediante la creación de estatutos de autonomía que no estaban previstos ni reconocidos por la Constitución en vigencia, tensó el conflicto y llevó a realizar un referéndum revocatorio.
El 10 de agosto de 2008, se celebró el referendo revocatorio de Bolivia en los mandatos del presidente Evo Morales, su vicepresidente Álvaro García Linera y ocho de los nueve prefectos regionales. Evo Morales ganó el referéndum con un 67 % del «Sí», y que él y García Linera fueron ratificados en el puesto, Dos de los prefectos, ambos alineados con la oposición política, no lograron obtener el apoyo suficiente y sus mandatos fueron revocados con nuevos prefectos para ser elegidos en su lugar.
Las elecciones fueron supervisadas por más de 400 observadores, incluidos los observadores electorales de la Organización de los Estados Americanos, Parlamento Europeo y Mercosur.
agudizando de ese modo el conflicto, ante el fortalecimiento de ambas partes.

### Golpe de estado
El 26 de agosto, después de la victoria de Morales en el referéndum revocatorio, el Gobierno de Morales afirmó que las fuerzas de derecha encabezadas por Rubén Costas, Mario Cossio, Leopoldo Fernández y Ernesto Suárez con el respaldo de Philip Goldberg (embajador de Estados Unidos en Bolivia) decidió ignorar el resultado de la votación y en septiembre de 2008 y se puso en marcha un proceso civil de golpe de Estado, tomando edificios públicos y aeropuertos en los departamentos de Santa Cruz, Beni, Pando, Tarija; ataques a funcionarios del Gobierno y partidarios de Morales, y llamando a la desobediencia civil. En respuesta el presidente Evo Morales ordenó a las fuerzas armadas proteger las instalaciones gasíferas y gasoductos y denunció a la oposición por intentar un «golpe de Estado civil».
Este hecho llevó a una protesta formal del Gobierno boliviano exigiendo al Gobierno del presidente estadounidense George W. Bush mantenerse alejado del conflicto.
El embajador Goldberg explicó que la reunión no fue secreta y que en la misma solamente había entregado ayuda a las Olimpiadas Especiales y para cooperación tecnológica para la Expoteleinfo.

## Sucesos
- 11 de septiembre de 2008: Entre las 2:30 y 16:00 campesinos, pobladores de Filadelfia, Porvenir y Cobija se enfrentan a tiros. El saldo es de 15 muertos y 40 heridos.
- 12 de septiembre: Las Fuerzas Armadas retoman el aeropuerto Aníbal Arab de Cobija. Se produce un enfrentamiento y mueren un pastor y un soldado. Nueve resultan heridos. El Gobierno decreta estado de sitio en todo el departamento.
- 13 de septiembre: En Cobija, una manifestación de protesta desafía el estado de sitio. El Ejército entra en la ciudad, ingresa en las casas de dirigentes departamentales, haciendo explotar las puertas y realizando disparos en el interior de las mismas.
- 14 de septiembre: El fiscal general de la República anuncia proceso por genocidio contra Leopoldo Fernández, Miguel Becerra y Abraham Cuéllar.
- 15 de septiembre: 11 personas son trasladadas a La Paz en calidad de confinados. Son acusados de haber participado en la matanza de campesinos.
- 16 de septiembre: Leopoldo Fernández es hecho prisionero por el Ejército y enviado en el avión presidencial a La Paz. Llegan el defensor del pueblo, Waldo Albarracín, y una comisión de fiscales.
- 17 de septiembre: Más de 400 personas cruzan la frontera con Brasil, para buscar refugio político en Brasileia y Epitaciolanadia.
- 18 de septiembre: Asume el secretario general de la Prefectura de Pando, Dari Bautista. La comisión de fiscales realiza necropsias a los fallecidos.
- 19 de septiembre: Continúan las necropsias. El ministro Rada pide la expulsión de los bolivianos en Brasileia y Epitaciolandia. El Ejército brasileño se niega a realizar la expulsión por razones humanitarias.
- 20 de septiembre: El Gobierno posesiona al contaalmirante Rafael Bandeira como prefecto militar de Cobija.

## Expulsión del embajador de Estados Unidos
El 10 de septiembre de 2008 el presidente Evo Morales declaró persona no grata a Philip Goldberg (embajador de Estados Unidos), a quien le pidió salir del país tras acusarlo de alentar la ola de protestas desatada por opositores a su Gobierno, que han degenerado en violencia.

## Apoyo de UNASUR
La UNASUR fue un factor de gran importancia en el aislamiento de los conspiradores, ya que en reunión de emergencia llamada por la presidenta de Chile, Michelle Bachelet, en el Palacio de la Moneda el 15 de septiembre de 2008 le dieron todo su respaldo al Gobierno democrático de Bolivia en la Declaración de la Moneda:

## Investigación de la Comisión de UNASUR
Los resultados de la Comisión Especial de UNASUR dirigida por el jurista argentino Rodolfo Mattarollo, tienen el siguiente tenor:
El informe final de la Comisión Especial de la Unión de Naciones Suramericanas (Unasur) concluyó que la masacre en Pando del 11 de septiembre de 2008 fue organizada bajo una cadena de mando prefectural, y el atentado contra la vida y la integridad de las personas en esos hechos fueron delitos comunes que a los que corresponde ser procesados bajo la justicia ordinaria.
«A la luz de los hechos, la Comisión concluye que no se está ante delitos de función y esto, conforme a la misma jurisprudencia del Tribunal Constitucional de Bolivia. En efecto, la función pública no consiste en atentar contra la vida y la integridad personal de los ciudadanos, los delitos de esa naturaleza, no pueden ser nunca delitos de función. Se trata de delitos comunes que deben ser juzgados por la justicia ordinaria», señala la octava conclusión del informe.
Estas son algunas de las 10 conclusiones que contempla el informe de la Comisión Especial que estuvo liderada por el jurista argentino, Rodolfo Mattarollo, quien fue el encargado de hacer al entrega el miércoles de este documento al presidente Evo Morales en instalaciones del hall de Palacio Quemado.
En el acto participaron los miembros de esta Comisión investigadora de los países miembros de la Unasur, autoridades nacionales, familiares de víctimas de la masacre de Porvenir, medios de prensa, entre otros.
Además, el informe determinó sobre los sucesos sangrientos el pasado 11 de septiembre en el departamento boliviano de Pando, concluyó que la masacre de campesinos fue premeditada y constituye un crimen de lesa humanidad.
Mattarollo aclaró que el informe fue firmado por todos los delegados unánimemente que trabajaron en esta investigación.
La Comisión Especial fue creada por la Declaración de la Moneda, de 15 de septiembre pasado, para investigar los trágicos hechos acaecidos en Pando, donde al menos 20 personas resultaron muertas, decenas heridas y desaparecidas, a manos de sicarios presumiblemente vinculados al exprefecto Leopoldo Fernández, preso en la cárcel de San Pedro de La Paz.
Tras varias semanas de trabajo, que incluyeron visitas al lugar de los hechos, testimonios y la opinión de peritos, la Comisión elaboró un informe que contiene conclusiones y recomendaciones que fueron puestas en conocimiento del presidente boliviano Evo Morales.
A dicho informe tiempo después se le encontraron fallos y falacias.
La Comisión Especial está encabezada por el jurista Rodolfo Mattarollo a quien secundan Juan Gabriel Valdés y Luciano Fouillioux (Chile), Fermino Fechio (Brasil), Francisco Borja (Ecuador), Guido Toro (Perú), Carlos Pita (Uruguay), Freddy Gutiérrez (Venezuela), Fulvia Benavides (Colombia) y Nicolás Gutman, Eduardo Zuain y Ciro Annichiarico (Argentina).

### Cadena de mando
La Comisión de la Unasur en sus investigaciones determinó que aun cuando hubo personas que actuaron de manera individual, los agresores de los campesinos lo hicieron de manera organizada y respondían, según testimonios, «a una cadena de mando y contaban con funcionarios y bienes del Gobierno departamental, al servicio de una empresa criminal». Sin embargo, la comisión no tomó en cuenta los primeros asesinatos ejecutados por supuestos campesinos, como el del Ing. Oshiro, funcionario del Servicio de Caminos de la Gobernación de Pando.
Según el informe, de esa masacre fueron víctimas fatales un número no definitivamente establecido de campesinos sin contar las víctimas de los llamados autonomistas. El número enteramente comprobado hasta el momento es de 20 campesinos asesinados y 1 funcionario de la gobernación pandina, lo que encendió la chispa para el enfrentamiento.
«Dicha masacre reviste por sus características los rasgos de una violación extremadamente grave y flagrante de derecho a la vida y a la integridad de la vida, cuyo goce y ejercicio es condición de todos los seres humanos», señala el documento.

### Actuación de la policía y políticos
Cuando la Policía dio la señal, todos comenzaron a disparar. «Niños, mujeres embarazadas y hombres caían como animalitos del monte, o peor, por acá le tenemos lástima a los animalitos», dice una mujer alta y morena, al lado de la Alcaldía de Filadelfia reducida a cenizas.
Cuatro días antes del 11 de septiembre, todos sabían que en Pando se iban a matar entre campesinos. El rumor de que el Gobierno estaba movilizando gente desde Riberalta se había convertido en noticia y el miedo de una toma de la Prefectura comenzó a crecer. Para el 8 de septiembre, ya se decía que Leopoldo Fernández iría a negociar en el camino para que no llegaran a la ciudad, para que no haya enfrentamiento en Cobija, pero la comitiva crecía en Puerto Rico y desde las comunidades llegaban más personas, hombres, mujeres y niños para marchar sobre Cobija. Sus dirigentes les decían que iban a un ampliado campesino, que se reunirían con Fernández para hablar sobre proyectos. Nada de eso sucedió. La mañana del jueves 11 de septiembre hubo enfrentamiento y masacre en Porvenir. Ahora, todos tratan de lavarse la sangre de las manos.
Un joven se sienta a la mesa. Dice que va a contar cómo se salvó de morir tirándose al río Tahuamanu. Tiene 22 años y no quiere decir su nombre. Vino con la comitiva, integrada por 480 personas, desde San Ignacio del río Orthon, una comunidad del municipio Madre de Dios. Salieron a la medianoche del 9 de septiembre en camiones.
Asegura que no traían armas y reniega del mote masista. «No somos masistas, somos campesinos. Nuestro instrumento político es PASO y nuestro líder, Abraham Cuéllar», dice. El principal representante de PASO es el delegado presidencial de Beni y su figura local es el senador Cuéllar, que fue elegido por UN pero que se ha aliado al MAS.
Cuando llegaron a Tres Barracas, comunidad ubicada a 4 km de Porvenir, se encontraron con un zanjón que cubría todo el camino. Era una especie de canal que habían puesto los del Servicio Departamental de Caminos para evitar que los campesinos pasaran. «Ahí nos quedamos toda la noche», ellos estaban al otro lado con cohetes y palos. También había gente armada", dice.
Se replegaron a 3 km del barranco, hasta el ingreso de Don Miguel, la hacienda de Miguel Chiquitín Becerra, exalcalde de Cobija y aliado de Evo Morales en la región. Volvieron al amanecer del 11 de septiembre hasta la zanja. Ahí comenzó el enfrentamiento. Los autonomistas los hicieron escapar a cohetazos y pedradas. Cruzaron la fosa y los persiguieron hasta Don Miguel. «Ahí cogimos coraje. Dijimos basta de humillación, nosotros podemos, y nos dimos la vuelta y los hicimos huir», cuenta.
Bashinho también estuvo en Tres Barracas esa mañana, solo que del otro bando. Vive en Porvenir y, pese al apodo brasileño, es boliviano. Dice que el primer enfrentamiento fue por la madrugada, a cohetazos, palazos y pedradas; asegura que por la mañana los campesinos ya estaban armados. «Chiquitín les dio armas y 200 Bs. a cada uno. Cuando volvimos, nos estaban esperando y comenzaron a granear bala. Corrimos pa'l monte y pudimos llegar hasta Porvenir», dice.
También estuvo en la zona Edgar Balcázar (45), que había ido con el bando de Porvenir. Él asegura que había ido desarmado, pero cuando los campesinos comenzaron a corretearlos perdió el equilibrio y fue alcanzado. Le dieron con palos, chicotes y un culatazo de escopeta en la ceja izquierda. Una semana después tiene el cuerpo todo amoratado. Pero no terminó ahí, le amarraron las manos con su cinturón y le vendaron los ojos con su camisa. «Me decían que me iban a llevar hasta la plaza de Cobija para matarme chuto. Me subieron a un camioncito con cinco personas más y me seguían dando huasca», dice.
Cuando los campesinos controlaron la situación, obligaron a un operador de oruga del Sedcam a tapar el hoyo en la carretera y marcharon hacia Porvenir, quemando todo vehículo a su paso.
A las 9:27 incendiaron una moto, pero la tragedia se terminó de gestar poco antes de las 9:34. Carlos Durán venía huyendo de Tres Barracas en su camioneta Dodge roja. A su lado estaba Pedro Oshiro, un ingeniero forestal de Porvenir. Durán, al que le dicen Boyé, subió la velocidad pese a que vio que varios vehículos le tapaban el paso. Eran los de Filadelfia. La Dodge chocó con una camioneta blanca, y Durán y Oshiro fueron bajados. «Me trataron de disparar dos veces, pero la escopeta negó el tiro», cuenta Boyé. La tercera, el disparo salió, pero esta vez le apuntaban a Oshiro. El disparo entró por la mandíbula y salió por la parte trasera de la cabeza. A Durán lo tiraron al piso y trataron de cortarle la mano derecha. Él logró retirarla lo suficiente como para que el machete le cortara solo dos dedos. Luego, alguien le dio dos culatazos en la cabeza y lo dieron por muerto.
Todo esto está fotografiado. Un comunitario de Filadelfia se dio a la tarea de sacar fotos, con fecha y hora de los hechos. Es por eso que se sabe que llegaron a Porvenir poco después de las 11:47. Las mujeres estaban sobre los vehículos en los que venían los rehenes y los hombres marchaban al lado.
«En Porvenir nos estaba esperando la Policía, que nos pidió paciencia, que iban a negociar para que pasemos», cuenta una mujer entre sollozos. Durante dos horas, los policías trataron de mediar para que no haya disparos. Balcázar relata que lo tuvieron en el camión como dos horas. Junto a él estaban Frank Franco, un vecino de Villa Rojas, Martina Pinto, que tenía un balazo en el brazo, y Alfredo Céspedes. La sargento de Policía, Mirtha Sosa, comenzó a buscar a los rehenes. Cuando gritó el apodo de Balcázar, Papi Mozuli los encontró. «La gente, al verme, se enfureció: “Papi Mozuli mirá lo que te han hecho, te han desgraciado y mataron a Oshiro. Ahora van a saber cómo somos cuando nos enojamos”», relata Balcázar.
Ahí terminó el enfrentamiento y comenzó la masacre. Los campesinos alcanzaron a matar a Céspedes frente a la casa de su cuñado, el alcalde de Porvenir, pero luego solo hirieron a unas 20 personas. En cambio, ellos habrían sido perseguidos por todo el pueblo y muertos. «Salimos de entremedio de las balas y corrimos a una casa que estaba al ladito de los camiones. La dueña me decía que no, que le iba a traer problemas, pero entré igual. “Métanse debajo de la cama pa' que no las pillen”, nos decía, y como soy gordita, no entraba. Afuera se escuchaba cómo ardían las camionetas y cómo sonaban los tiros», cuenta una mujer en la sede de los campesinos.
Para entonces, los cuerpos de los caídos estaban en la calle y había hombres con Uzis.
Personal del Ejército que está en la zona maneja otra hipótesis. Dicen que la viuda de Oshiro contrató a sicarios del narcotráfico que trabajaban para Mauro Vázquez, capo de la droga en Cobija, que hoy está preso. Un vecino de Porvenir dijo que reconoció el acento de tres peruanos, pero no sabía de qué bando estaban. Para reconocer a quién había que matar, bastaba con mirarse las muñecas. Los campesinos se distinguían entre sí con cintas amarillas, rojas y verdes. Se cree que los campesinos tenían manillas amarillas y que había militares disfrazados de campesinos con cintas rojas. Los de Porvenir aseguran que en uno de los cuerpos encontraron una credencial de un francotirador de la Naval; esa documentación fue entregada a la Fiscalía.
Cuando a los campesinos se les acabaron las balas fueron cazados «como chanchos troperos». «La gente de monte es así. Cuando usted ve una víbora, le dispara. Cuando usted se encuentra con alguien armado, lo mata antes de que el otro lo mate a usted», dice un hombre, que jura que es periodista.
Los campesinos se vieron acorralados entre sus perseguidores y el río Tahuamanu. Se lanzaron al agua para tratar de llegar a la otra orilla, pero muchos no lo lograron. Desde el margen norte del río los de Porvenir les disparaban.
Para ese momento habían llegado ambulancias. Los autonomistas revisaban cada carro para ver de qué bando era al que transportaban. Solo cuando sus heridos fueron evacuados dejaron que lleven a los otros.
Luego comenzaron a buscar a los campesinos casa por casa. «Vos fuiste la que mató a mi hermano», le gritaban a la mujer gorda que se había escondido debajo de la cama. «No me mataron porque no era mi hora», cuenta.
Los campesinos que sobrevivieron están en lo profundo de la selva. Los militares organizan cuadrillas para buscarlos, pero aseguran que es difícil.
En Filadelfia el miedo se mezcla con la alegría. «Hemos perdido a muchos hombres y mujeres, pero hemos ganado. Al fin el endemoniado de Leopoldo está preso. Ahora es momento de que los campesinos gobiernen con nuestro presidente», dice la morena alta.
Al final, la cifra oficial de muertos pasa las 20 personas, la de heridos dobla esa cifra y no se sabe dónde están 106 campesinos. El drama sigue y cada día aumenta.

### Campesinos torturados
«Defensor, dígale al presidente que mantenga el estado de sitio por un año, porque cuando se vayan nos van a matar», dice una dirigenta campesina de Manuripi. El temor después de la matanza sigue y lo que se ve en Filadelfia se repite como un espejo en Brasileia. La gente que se ha refugiado en Brasil no quiere saber de volver a Cobija mientras haya estado de sitio.
Tampoco se sienten seguros de este lado del río. Ayer, a las 20:00, la Policía Federal detuvo en Brasilea a Beimar Becerra, asambleísta del MAS, que llevaba una lista de más de 40 personas, con direcciones y números de placa de vehículos. El exsecretario de la Constituyente fue liberado luego de tomarle su declaración informativa y le prohibieron hacer espionaje en el territorio brasileño.
Tampoco hay seguridad para los periodistas. Reporteros de Unitel y de medios internacionales fueron tiroteados cerca del aeropuerto, en por lo menos tres incidentes. Esto provocó, por ejemplo, que un equipo del programa argentino CQC haya decidido abandonar Cobija cuando los militares les apuntaron por la noche, mientras desde su hotel filmaban el control militar después de medianoche.
La Red UNO reportó la desaparición de los periodistas Douglas Ormachea y Bernabé López, que fueron a hacer una cobertura a la zona de Filadelfia.

### Impunidad
Mattarollo, que dio lectura las conclusiones, afirmó que es necesario superar la impunidad que ha sido una constante en muchos de los países de la región, no solo bajo las dictaduras militares, sino también después de restituido el orden constitucional.
«Se trata de erradicar un fenómeno complejo que deslegitima al Estado y aleja a la sociedad del apego al derechos y la justicia, ya que sustituye el respeto a ley, por la búsqueda de los intereses individuales o sectoriales a cualquier precio», afirmó.
El informe considera que la impunidad es especialmente reprobable cuando, como en el caso de Pando, se está ante delitos extremadamente graves conforme al derecho interno y al derechos internacional.

### Muertos
| Lista de fallecidos en El Porvenir emitido por UNASUR                                                       |
| 1. Pedro Oshiro (38) (ingeniero forestal).                                                                  |
| 2. Alfredo Robles Céspedes (45) (funcionario de la Prefectura).                                             |
| 3. Bernardino Racua (53) (ejecutivo de la Subcentral Puerto Rico y bisnieto del héroe pandino Bruno Racua). |
| 4. Wilson Castillo Quispe (19) (estudiante normalista).                                                     |
| 5. Wilson Richard Mejía Miahata (29).                                                                       |
| 6. Arnolfo González (o Arnaldo González Inuma, o Alfonso Gonzáles).                                         |
| 7. Alfonzo Cruz Quispe (20) (estudiante normalista).                                                        |
| 8. Johny Carl Sarzury (25).                                                                                 |
| 9. Celedonio Bazoaldo García (53) (de Filadelfia).                                                          |
| 10. Felix Roca Torrez (44).                                                                                 |
| 11. Ditter Tupa Matty (27).                                                                                 |
| 12. Nestor Da Silva Rivero (?).                                                                             |
| 13. Miguel Racua Chau (?).                                                                                  |
| 14. Ervin Villavicencio Chao (?).                                                                           |
| 15. Vicente Rocha Rojas (?).                                                                                |
| 16. Abdiel N. (?).                                                                                          |
| 17. Atipe Tupamati (?).                                                                                     |
| 18. Luis Eduardo Zabala (?).                                                                                |
| 19. Elvis (apellido desconocido).                                                                           |
| Fuente: UNASUR                                                                                              |

Otros muertos reportados (sin referencias)[cita requerida]
1. Aldias (sin apellido).
2. Agripino Vargas (presidente de la Comunidad Usías).
3. Sebastián Rodríguez (presidente del Comité de Vigilancia de Filadelfia).
4. Germán Justiniano
5. no identificado
6. Emilio Peña (comunario de Batraja).
7. Nora Montaño
8. Peter López (estudiante normalista).
9. Jhonny Cori Sarzuri (estudiante normalista).
10. Antonio Rivero (pastor evangélico).
11. Ramiro Tañini (conscripto).